# (7730) Sergerasimov
(7730) Sergerasimov es un asteroide perteneciente al cinturón de asteroides, descubierto el 4 de julio de 1978 por la astrónoma soviética Liudmila Chernyj desde el Observatorio Astrofísico de Crimea.

## Designación y nombre
Designado provisionalmente como 1978 NN1. Fue nombrado Sergerasimov en honor al guionista y director de cine soviético Serguéi Guerásimov.